# Strada statale 600 dir Ariana
La ex strada statale 600 dir Ariana (SS 600 dir), ora strada provinciale 600 dir Ariana (SP 600 dir), era una strada statale italiana che collega il comune di Artena con quello di Colleferro. Attualmente classificata come strada provinciale, è caratterizzata da un percorso completamente pianeggiante.

## Percorso
Nel suo percorso tocca la località Quarto Chilometro, frazione del Comune di Colleferro, situata, come indica il nome stesso della frazione, a 4 km dal capoluogo.

Ha inizio ad Artena, in una rotatoria di recente costruzione, nel punto di innesto con la ex strada statale 600 Ariana, ed ha termine a Colleferro, in una rotatoria anch'essa di recente costruzione, dove si innesta su Corso Garibaldi, che rappresenta il percorso urbano della ex strada statale 609 Carpinetana.

## Storia
Già contemplata nel piano generale delle strade aventi i requisiti di statale del 1959, è
solo col decreto del Ministro dei lavori pubblici del 23 settembre 1969 che viene elevata a rango di statale con i seguenti capisaldi d'itinerario: "Artena - Colleferro".
In seguito al decreto legislativo n. 112 del 1998, dal 2002 la gestione è passata dall'ANAS alla Regione Lazio che ha provveduto al trasferimento dell'infrastruttura al demanio della Provincia di Roma.